# 起立致敬

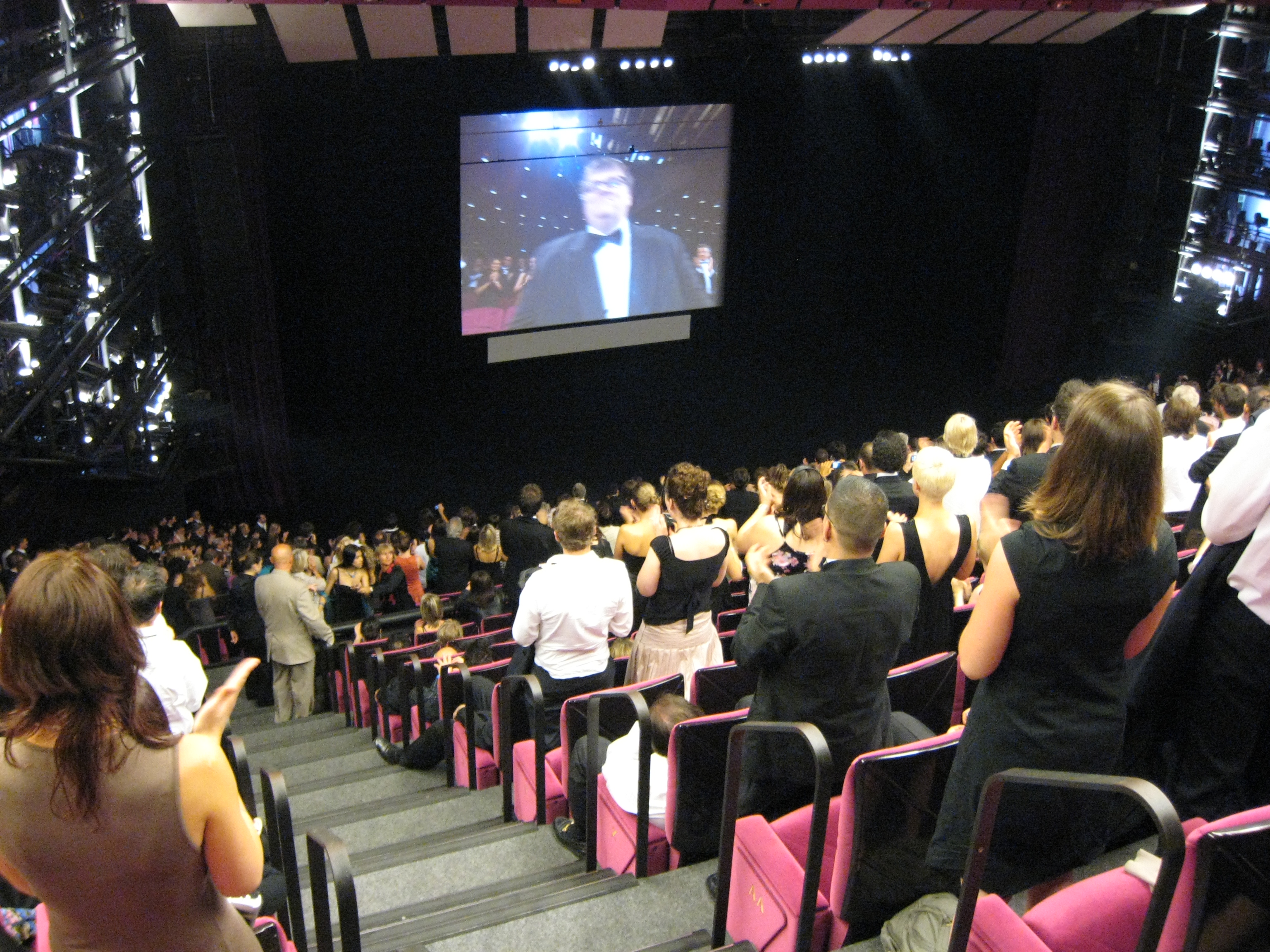
2007年戛纳电影节，观众对电影《医疗内幕》起立致敬

起立致敬是指演奏、比赛等项目结束时，听众或观众起立鼓掌之行为，借此表达自己对前者表演、竞技之最强烈情感，如赞赏、感动、认同。這對接受该行为者而言是榮譽。有時政治場合亦有此行為出現，如在2016年2月，洛朗·法比尤斯在法国国民议会受到起立致敬。这一行为也称作起立鼓掌、起立拍手。 相反的，则为嘘声。
1743年，身在伦敦的亨德尔在乔治二世前演奏基督教神剧《弥赛亚》。当听到第二部分终曲《哈利路亚大合唱》时，国王激动难抑，起立听完全曲，其他人见状亦一同站起来。后来形成听《哈利路亚》时听众自动站立的传统。2003年《纽约时报》一篇文章称，在世界范围内，一些观众认为起立致敬这一行为变得愈加泛滥了。如在政治領域，對領導人起立致敬變得“理所當然”。

## 条目脚注
1. ↑  《波士顿环球报》文章称，有学者研究认为，现时所保存和掌握的资料，皆不能证明乔治二世当日真的有出席过这场音乐会。而最直接提及国王站立听“哈利路亚”的讲法，要等到1780年的一封个人书信中才可见。该信以覆述形式提及英王此举。由于并非第一身经历，且经年已久，真伪难以判断。[2]